# Kamen Rider Amazon
Kamen Rider Amazon (仮面ライダーアマゾン, Kamen Raidā Amazon, Masked Rider Amazon in Engels) is een Japanse tokusatsu serie, en de vierde van de Kamen Rider series. De serie werd uitgezonden van eind 1974 tot begin 1975. Met 24 afleveringen was het tevens de kortste van alle Kamen Rider series.

## Plot
Een vliegtuig met aan boord een echtpaar en hun zoon, Daisuke Yamamoto, stort neer in het Amazoneregenwoud. De man en vrouw komen om in de crash, en de jonge Daisuke wordt geadopteerd door een lokale stam. Bij hen groeit hij op tot een moderne Tarzan.
Aan Daisukes rustige leven in de jungle komt een eind wanneer zijn stam wordt uitgemoord door Gorgos, de Demon met de 10 gezichten. Gorgos zoekt de krachtige "GiGi Armband", die de drager grote krachten geeft. Een medicijnman uit het dorp weet de armband uit handen van Gorgos te houden, en geeft hem aan Daisuke. Hij gebruikt vervolgens zijn kennis van inca wetenschap en magie om Daisuke een mystieke “operatie” te laten ondergaan tot de Kamen Rider Amazon.
Daisuke verlaat de jungle en reist af naar zijn geboorteland, Japan. Hier ontmoet hij een professor die een goede kennis was van Daisukes vader. Al snel sporen Gorgos’ handlangers Daisuke op en vermoorden de professor. Dit is het begin van Daisukes strijd tegen Gorgos en zijn leger, de Geddos.
Na veel gevechten kan Daisuke Gorgos verslaan, maar zijn missie is daarmee nog niet voorbij. Hij komt oog in oog te staan met Keizer Zero, de leider van het Garanda Keizerrijk, die in het bezit is gekomen van de "GaGa Armbandt"; de tegenhanger van de GiGi. Om de wereld te redden moet Daisuke ook dit keizerrijk verslaan.

## Unieke eigenschappen
Kamen Rider Amazon is uniek onder de Kamen Rider series. Zo is het kostuum van de held gebaseerd op een komodovaraan in plaats van de klassieke kostuums gebaseerd op insecten. De motor van de held is exotischer dan voorgaande motoren, met vleugels, ogen en een bek.
Kamen Rider Amazons transformatie is anders dan die van vorige helden. De vorige Kamen Riders riepen via een speciaal apparaat een harnas op om zo te veranderen in hun heldenvorm. Kamen Rider Amazon onderging een mutatie waardoor zijn lichaam biologisch transformeerde van mens naar held. Zijn transformatie werd geactiveerd middels een armband in plaats van een riem.
De serie is een stuk gewelddadiger dan voorgaande series. Zowel Amazon als zijn vijanden raken in gevechten zichtbaar gewond, tot bloedens toe. Amazons gevechtsstijl is ook een stuk bruter en meer direct dan die van vorige Kamen Riders.
Kamen Rider Amazon brak de traditie om de held kennis te laten maken met enkele van zijn voorgangers. Geen van de Kamen Riders uit de voorgaande series heeft een gastrol in deze serie. De reden hiervoor is vermoedelijk het feit dat de serie maar 24 afleveringen liep. Wel kwam Tōbei Tachibana, de Kamen Rider mentor die ook in de vorige series meedeed, in deze serie voor.

## Personages

### Held en bondgenoten
- Daisuke Yamamato / Kamen Rider Amazon (山本 大介 / 仮面ライダーアマゾン, Yamamoto Daisuke / Kamen Raidā Amazon): de held van de serie.
- Tōbei Tachibana (立花 藤兵衛, Tachibana Tōbei)
- Masahiko Okamura (岡村 まさひこ, Okamura Masahiko): een jongen die door Amazon werd gered van Gorgos’ handlangers. Hij helpt Daisuke zich aan te passen aan het leven in de stad.
- Ritsuko Okamura (岡村 りつ子, Okamura Ritsuko)
- Mole Beastman (モグラ獣人, Mogura Jūjin)
- Elder Bago (長老バゴー, Chōrō Bagō)

### Geddon
Een organisatie uit het Amazone regenwoud.
- Ten-Faced Demon Gorgos (十面鬼ゴルゴス, Jūmenki Gorugosu, 1-14) – de leider van de Geddon organisatie. Hij is de eerste grote vijand van Kamen Rider Amzon.
- Red Followers (赤ジューシャ, Aka Jūsha): de soldaten van Geddon.
- Geddon Beastman: Geddons monsters, gebaseerd op jungledieren.

### Garanda Keizerrijk
De tweede vijandige organisatie uit Kamen Rider Amazon.
- Ruler (True Great Emperor Zero) (支配者 (真のゼロ大帝), Shihaisha (Shin no Zero Taitei), 24): achter de schermen de leider van het Garanda keizerrijk.
- Great Emperor Zero (ゼロ大帝, Zero Taitei, 14-24): blijkbaar de leider van het keizerrijk, maar in werkelijkheid een stand-in voor de ware keizer.
- Balck Followers (黒ジューシャ, Kuro Jūsha): de soldaten van Garanda.
- Garanda Empire Jujin: de monsters van Garanda, gebaseerd op dieren.

## Afleveringen
1. Person? Wild Animal? The Cool Guy Who Came From the Jungle! (人か? 野獣か? 密林から来た凄い奴!, Hito ka? Yajū ka? Mitsurin Kara Kita Sugoi Yatsu!)
2. Ten-Faced Demon! God? Devil? (十面鬼!神か? 悪魔か?, Jūmenki! Kami ka? Akuma ka?)
3. The Strong, Naked, Fast Guy! (強くてハダカで速い奴!, Tsuyoku te Hadake de Hayai Yatsu!)
4. Run! The Angry Jungler (走れ! 怒りのジャングラー, Hashire! Ikari no Jangurā)
5. The Weirdo Who Came From Underground!! (地底から来た変なヤツ!!, Chitei Kara Kita Hen na Yatsu!!)
6. The Riddle of the Inca Rope-Pattern Writing!! (インカ縄文字の謎!!, Inka Jōmon Ji no Nazo!!)
7. Melt! Melt! The Terrible Snake Beastman (とける! とける!恐怖のヘビ獣人, Tokeru! Tokeru! Kyōfu no Hebi Jūjin)
8. The Crocodile Beastman Who Attacked the School (学校を襲ったワニ獣人, Gakkō o Osotta Wani Jūjin)
9. Go, Amazon! To the Island of Crab Beastman! (ゆけアマゾン! カニ獣人の島へ!, Yuke Amazon! Kani Jūjin no Shima e!)
10. Black Cat Beastman Aiming at the Nursery School! (黒ネコ獣人保育園をねらう!, Kuro Neko Jūjin Hoikuen o Nerau!)
11. The Golden Snail is the Grim Reaper's Envoy!? (金色のカタツムリは死神の使い!?, Kin'iro no Katatsumuri wa Shinigami no Tsukai!?)
12. Seen! Geddon's Beastman Modification Room (見た! ゲドンの獣人改造室!!, Mita! Gedon no Jūjin Kaizō Shitsu)
13. Approaching! Ten-Faced Demon! Danger, Amazon!! (迫る! 十面鬼! 危うしアマゾン!!, Semaru! Jūmenki! Ayaushi Amazon!!)
14. The Ten-Faced Demon Dies! And a New Enemy? (十面鬼死す! そして新しい敵?, Jūmenki Shisu! Soshite Atarashii Teki?)
15. He Came Forth! The Terrible Great Emperor Zero (出たぞ! 恐怖のゼロ大帝, Deta zo! Kyōfu no Zero-taitei)
16. Garander's Tokyo Sea of Fire Operation!! (ガランダーの東京火の海作戦!!, Garandā no Tōkyō Hi no Umi Sakusen!!)
17. Mt. Fuji Big Explosion? The Tokyo Fry Pan Operation (富士山大爆発? 東京フライパン作戦!, Fujisan Dai Bakuhatsu? Tōkyō Furaipan Sakusen!)
18. Fear of Zero! The Massive Earthquake Operation!! (ゼロの恐怖! 大地震作戦!!, Zero no Kyōfu! Ōjishin Sakusen!!)
19. Going into Action, The Garander Boys' Squad (出動、ガランダー少年部隊, Shutsudō, Garandā Shōnen Butai)
20. Mole Beastman's Last Activity!! (モグラ獣人最後の活躍!!, Mogura Jūjin Saigo no Katsuyaku!!)
21. Cannibal Beastman to Eat the Frozen Rider (冷凍ライダーを食べる人食い獣人!, Reitō Raidā o Taberu Hitokui Jūjin)
22. Inca Doll's Day to Annihilate Greater Tokyo (インカ人形大東京全滅の日!?, Inka Ningyō Dai Tōkyō Zenmetsu no Hi!?)
23. Imitation Riders vs. Amazon Rider! (にせライダー対アマゾンライダー!, Nise Raidā Tai Amazon Raidā!)
24. You Did It, Amazon!! The End of Great Emperor Zero!! (やったぞアマゾン! ゼロ大帝の最後!!, Yatta zo Amazon! Zero-taitei no Saigo!!)

## Film
- Kamen Rider Amazon

## Cast
- Daisuke Yamamato / Kamen Rider Amazon (山本 大介 / 仮面ライダーアマゾン, Yamamoto Daisuke / Kamen Raidā Amazon) - Tōru Okazaki (岡崎 徹, Okazaki Tōru)
- Tōbei Tachibana (立花 藤兵衛, Tachibana Tōbei) - Akiji Kobayashi (小林 昭二, Kobayashi Akiji)
- Masahiko Okamura (岡村 まさひこ, Okamura Masahiko) - Yōji Matsuda (松田 洋治, Matsuda Yōji)
- Ritsuko Okamura (岡村 りつ子, Okamura Ritsuko) - Mariko Matsuoka (松岡 まりこ, Matsuoka Mariko)
- Mole Beastman (モグラ獣人, Mogura Jūjin, Voice) - Ryūji Saikachi (槐 柳二, Saikachi Ryūji)
- Elder Bago (長老バゴー, Chōrō Bagō) - Ushio Akashi (明石 潮, Akashi Ushio)
- Ten-Faced Demon Gorgos (十面鬼ゴルゴス, Jūmenki Gorugosu, Voice) - Ritsuo Sawa (沢 りつお, Sawa Ritsuo)
- Great Emperor Zero (ゼロ大帝, Zero Taitei) - Hirohisa Nakata (中田 博久, Nakata Hirohisa)
- The Ruler of Garanda Empire (ガランダー帝国支配者, Garandā Teikoku Shihaisha, Voice) - Osamu Saka (阪 脩, Saka Osamu)
- Narrator (ナレーター, Narētā) - Gorō Naya (納谷 悟朗, Naya Gorō)